# Hr.Ms. K II (1922)
De Hr.Ms. K II was een Nederlandse onderzeeboot van de K II-klasse die werd gebouwd om dienst te doen als patrouilleschip voor de Nederlandse koloniën. In 1915 werd de K II besteld door het Nederlandse Ministerie van Koloniën bij de Rotterdamse scheepswerf Fijenoord. De K II is het enige schip uit de naar dit schip vernoemde K II-klasse. De koloniale onderzeeboten werden net als de onderzeeboten voor de Nederlandse wateren bemand door de onderzeedienst.
Eind 1923 maakte de K II samen met de K VII en K VIII onder begeleiding van het onderzeebootbevoorradingsschip Hr. Ms. Pelikaan de overtocht naar Nederlands-Indië. Tijdens de overtocht naar Nederlandse-Indië voer professor F.A. Vening Meinesz mee tot aan Colombo om zwaartekrachtanomalieën te meten. Tijdens de reis zorgde De Pelikaan voor oponthoud door in de haven van Tunesië vast te lopen. Op 11 december 1923 arriveerde het konvooi in Sabang en op 24 december 1923 in Batavia.